# Хайда

Герб племені хайда

Ха́йда (англ. Haida; самоназва: X̱aayda — «люди») — корінний індіанський народ Тихоокеанського північно-західного узбережжя Північної Америки. Кланова структура, культура та спосіб життя хайда схожі з тлінгітами.

## Території

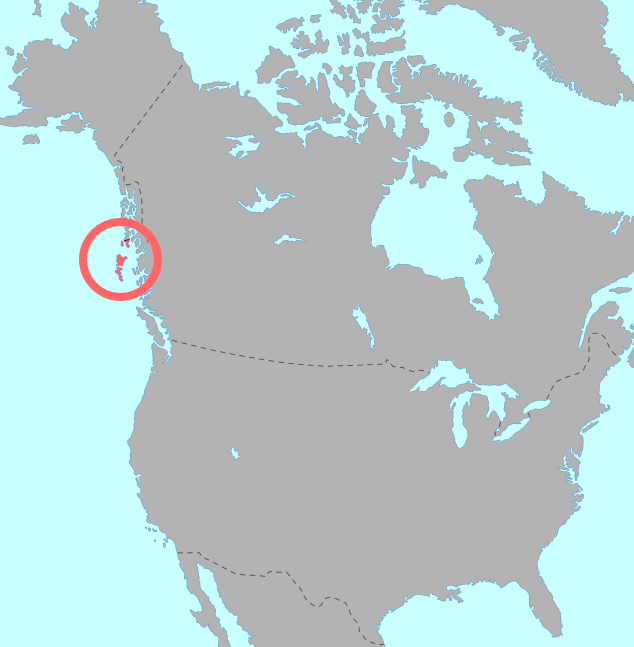

Батьківщина хайда — архіпелаг Хайда Ґваї, що означає «острів людей хайда». На початку XVIII століття хайда розселилися на частині острова Принца Уельського. Зараз хайда мешкають в південно-східній частині Аляски та материковій частині Британської Колумбії.

## Мова
Мова хайда — ізолят (раніше включалася до мовної сім'ї на-дене). Має два діалекти: північний та південний. Наразі витісняється англійською. Приблизна чисельність хайда на 2010-ті роки — 2500 людей.

## Галерея

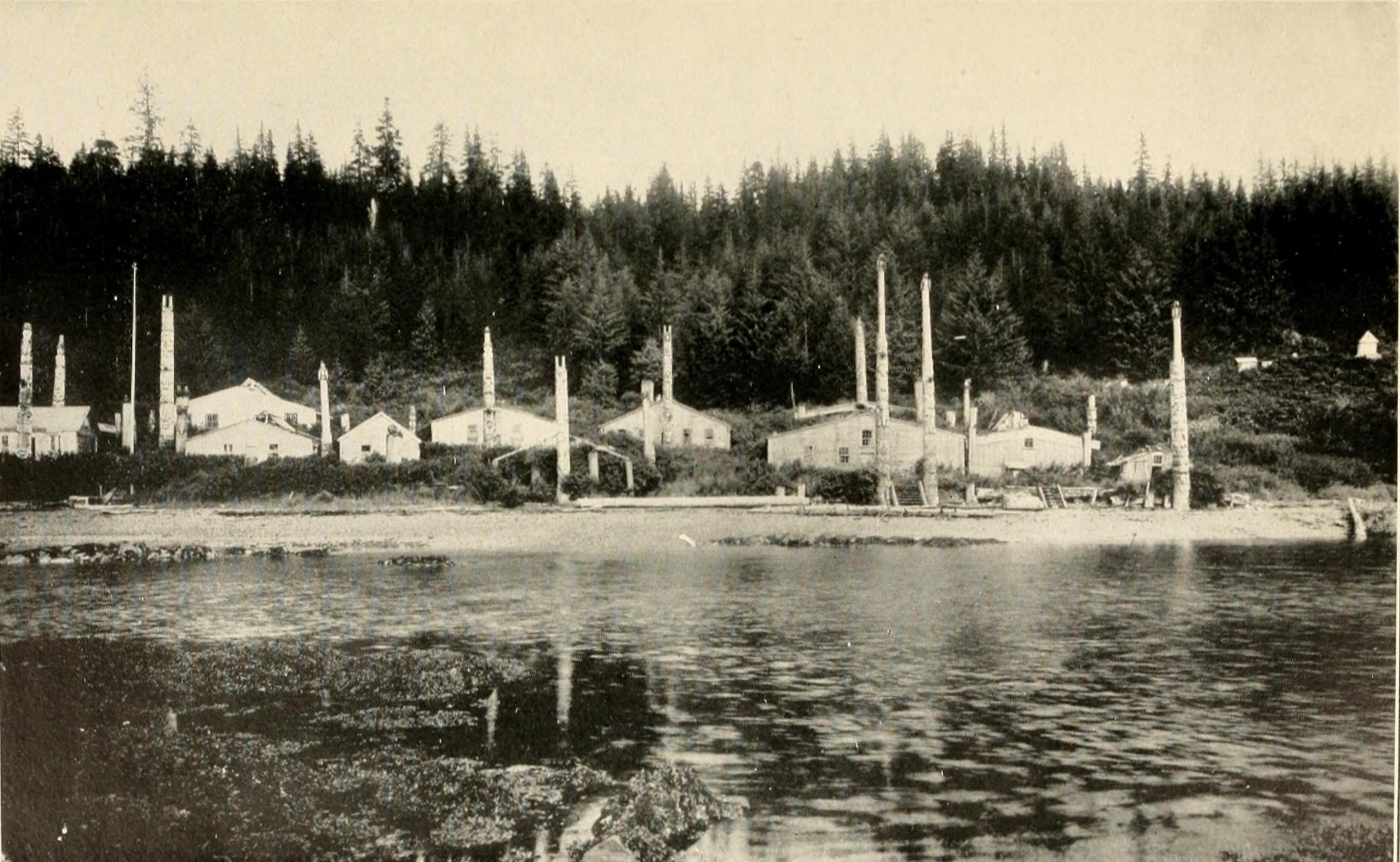
Поселення хайда на Алясці (1908)
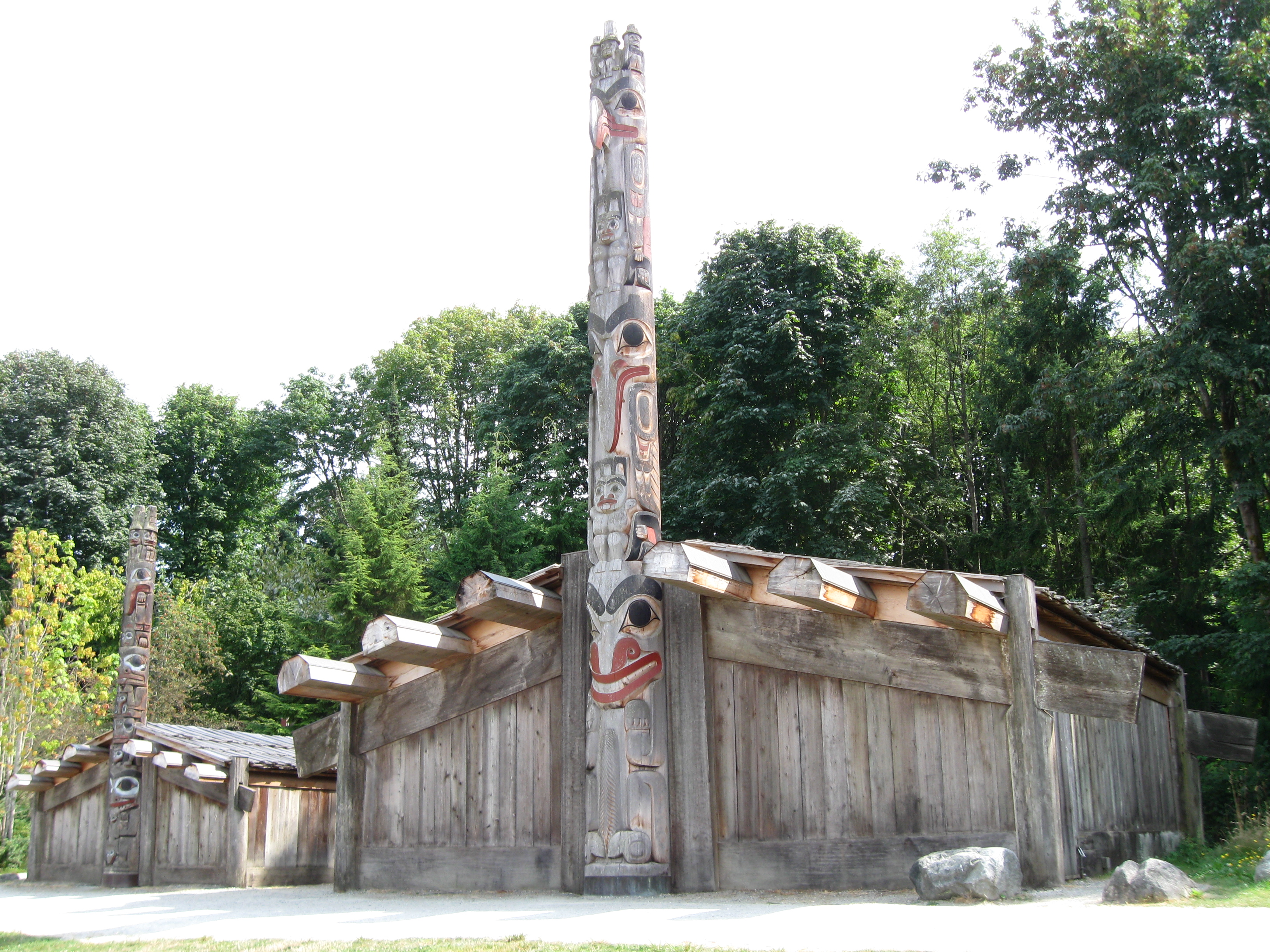
Будинки хайда
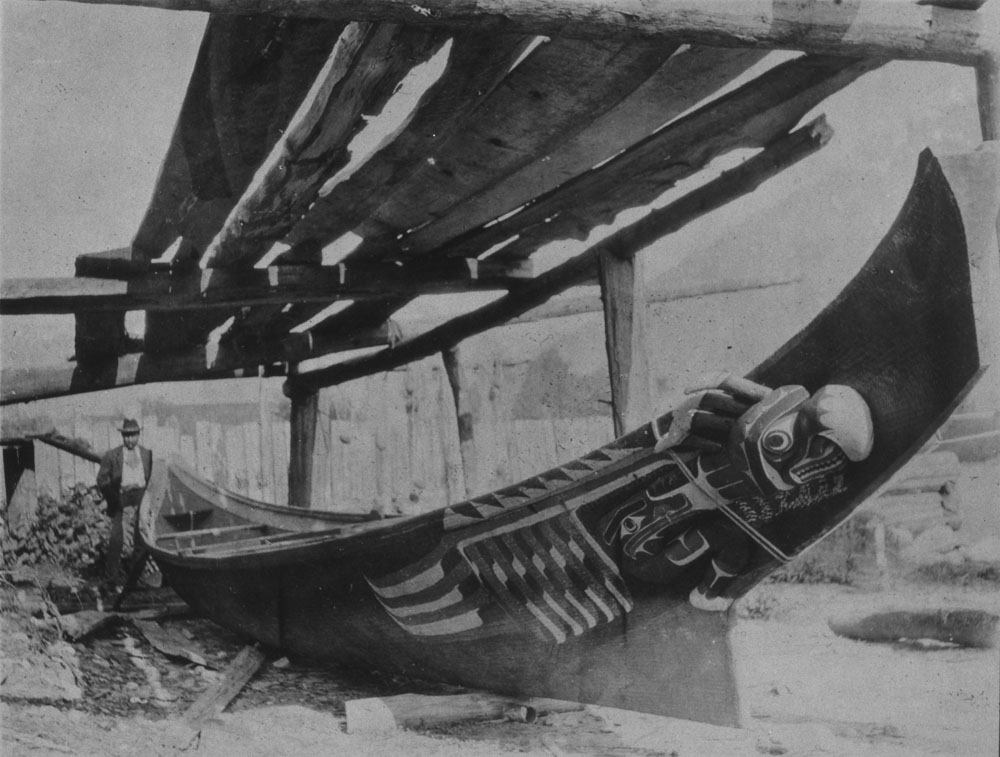
Каное хайда (1927)
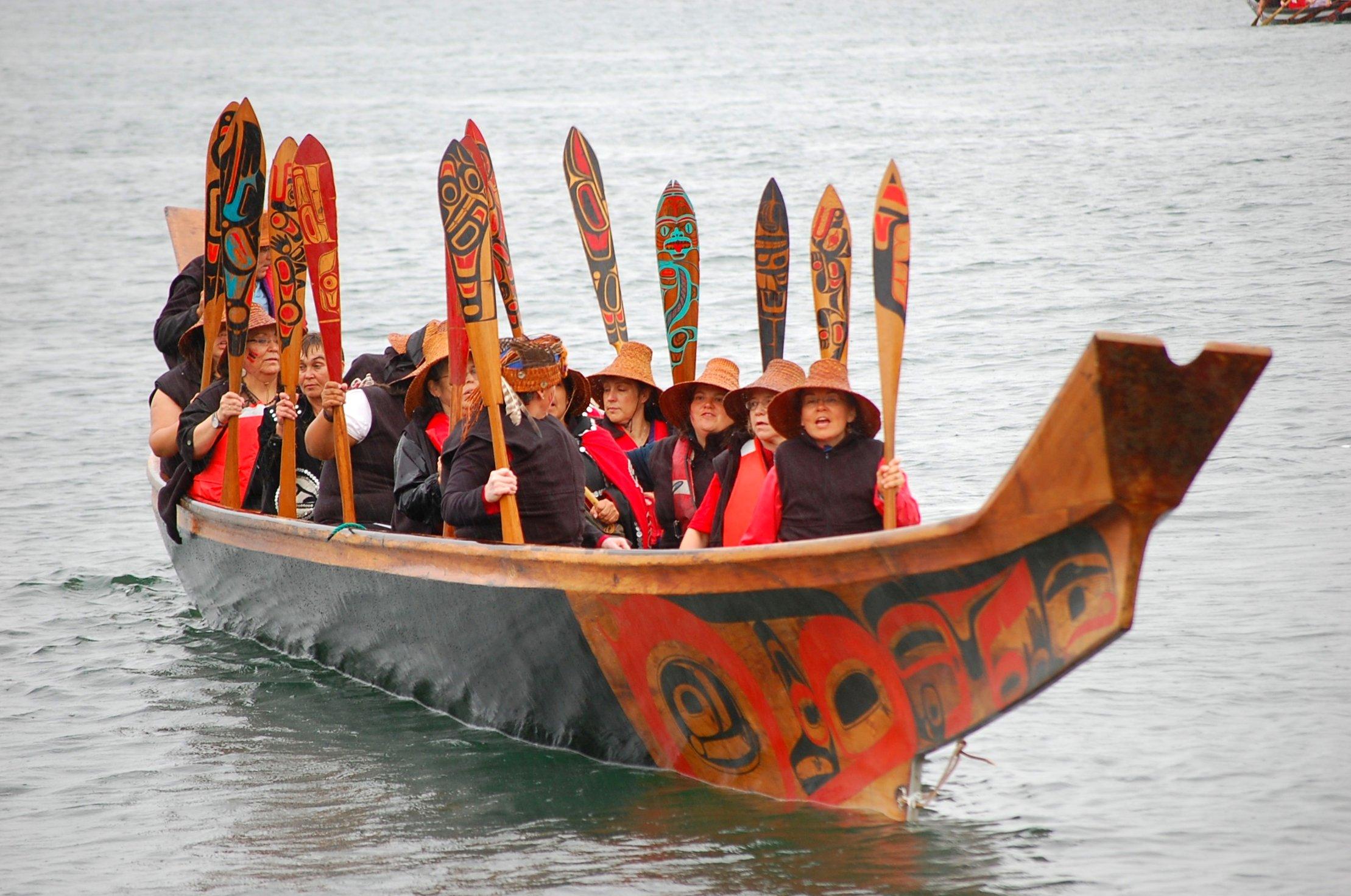
Каное хайда